# We Are the Fallen
We Are the Fallen war eine US-amerikanische Metal-Band, die aus ehemaligen Mitgliedern der Band Evanescence und der American-Idol-Teilnehmerin Carly Smithson bestand.

## Bandgeschichte

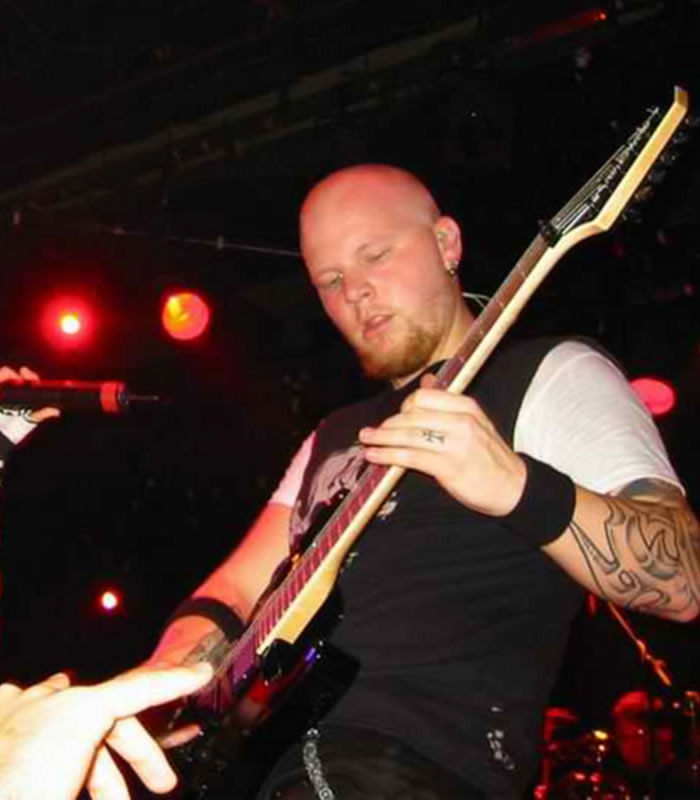
Ben Moody, Leadgitarrist der Band

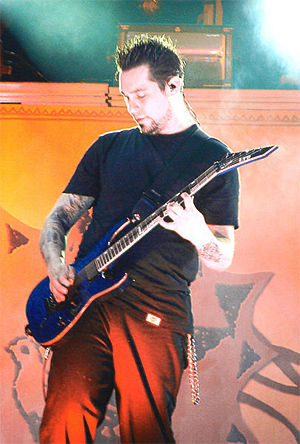
Rhythmusgitarrist John LeCompt

2003 verließ Ben Moody Evanescence, da er mit der musikalischen Richtung der Gruppe nicht mehr einverstanden war. Als die Mitglieder John LeCompt und Rocky Gray 2007 ebenfalls ausschieden, versuchte er, die beiden für eine neue Band zu gewinnen. Die drei hielten daraufhin in New York Auditions ab, um eine Sängerin zu finden. Schließlich fanden sie jedoch eher durch Zufall in der ehemaligen American-Idol-Teilnehmerin Carly Smithson eine passende Sängerin.
Nachdem die Band sich zunächst „The Fallen“, nach dem erfolgreichen Evanescence-Debütalbum, nannte, übernahmen sie später den Namen „We Are the Fallen“. Bassist Marty O’Brien (unter anderem Session-Bassist bei Kelly Clarkson, Static-X und Methods of Mayhem) stieß zur Gruppe. Bei einer exklusiven Listening Session in Hollywood für interessierte Plattenfirmen am 22. Juni 2009 spielt die Gruppe das Evanescence-Lied Going Under und die erste Eigenkomposition Bury Me Alive.
Am gleichen Tag wird die offizielle Website der Band online gestellt. Interessierte konnten sich per E-Mail-Adresse registrieren und die ersten 100.000 Interessenten erhielten so die erste Single Bury Me Alive als Download. Am 28. Oktober 2009 unterschrieb die Band bei Universal Republic Records und kündigte ihr Debütalbum an. Am 2. Februar 2010 erschien Bury Me Alive in einer remasterten Version auf der offiziellen Website.
Das Livedebüt der Gruppe fand am 23. März 2010 im Kings College in London statt. Das Debütalbum Tear the World Down erschien am 11. Mai 2010. Insgesamt sind 12 Lieder, inklusive einer Coverversion von Madonnas Like a Prayer, auf dem Album.

## Musikstil

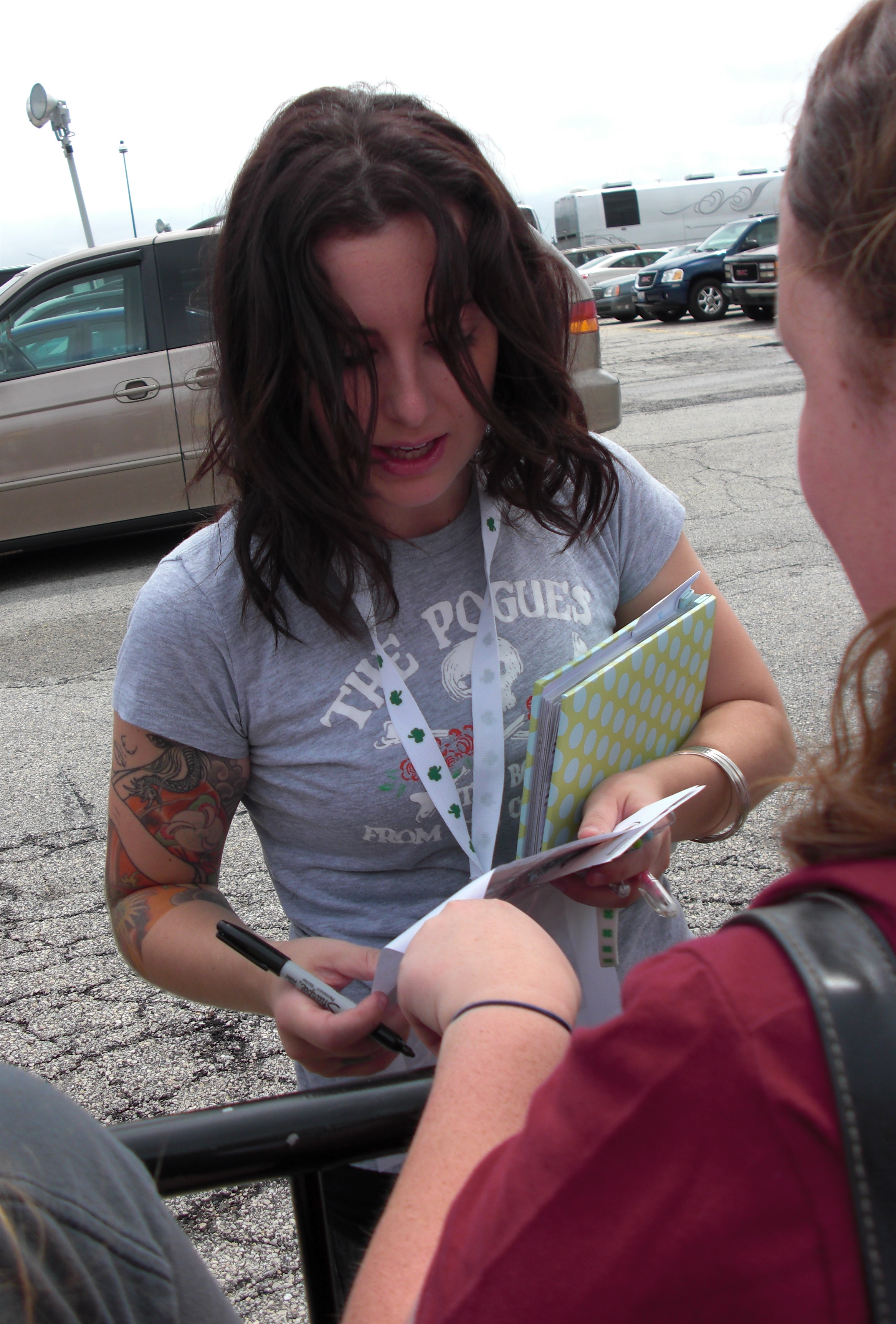
Sängerin Carly Smithson

Die Musik von We Are the Fallen wird meist dem Alternative Metal und Gothic Metal zugeordnet. Obwohl sich We Are the Fallen als eigenständige Band sehen, sind Vergleiche mit Evanescence unabdingbar. Die drei Ex-Mitglieder bedienen sich ähnlicher Songstrukturen wie bei ihrer ehemaligen Gruppe. Auch Carly Smithson kann wenig neue Akzente beitragen. Von den Kritikern wurde daher auch der fehlende Einfallsreichtum der Gruppe bemängelt.

## Diskografie

### Studioalben
| Jahr | Titel               | Höchstplatzierung, Gesamtwochen, AuszeichnungChartsChartplatzierungen (Jahr, Titel, Platzierungen, Wochen, Auszeichnungen, Anmerkungen) | Anmerkungen                       |
| Jahr | Titel               | US | Anmerkungen                       |
| ---- | ------------------- | --- | --------------------------------- |
| 2010 | Tear the World Down | US33 (3 Wo.)US | Erstveröffentlichung: 7. Mai 2010 |

### Singles
- 2010: Bury Me Alive
- 2010: Tear the World Down